# قشرة المبيض
قشرة المبيض هي الجزء الخارجي من المبيض. تقع جريبات المبيض داخل قشرة المبيض. ويتم إجراء عملية زرع أنسجة قشرة المبيض لعلاج العقم.

## روابط خارجية
- مادة علم الأنسجة في جامعة إلينوي في إربانا-شامبين 1063